# Bolémvn
Bolémvn ou Boléman, de son vrai nom Bryan Mounkala, est un rappeur et chanteur français, né le 29 novembre 1996 à Mantes-la-Jolie (Yvelines), originaire d'Évry, dans l'Essonne, en Île-de-France.

## Biographie

### Enfance
D'origine congolaise et ivoirienne, il a grandi dans le Bâtiment 7 du Parc aux Lièvres d'Évry[réf. nécessaire], dont sont également originaires son cousin Koba LaD et son ami Kodes.

### Carrière
Après avoir sorti deux EPs et notamment Eh boy, il signe avec Capitol Label Services, un important label de rap. Son album Vol 169, sorti en 2020, est un succès : il se classe en France, en Belgique et en Suisse et atteint la 15e place du classement des albums français. Il est suivi de l'album Anarchiste en 2021.

## Affaires judiciaires
En septembre 2024, Bolémvn est arrêté après avoir roulé à 200 km/h sur l’A6, Il a tenté de semer les policiers qui voulaient le contrôler à la suite d'un feu rouge grillé à Arcueil dans le Val-de-Marne,.

## Discographie
- 2018 : Quel Vie
- 2019 : Salut les terriens
- 2020 : Vol 169
- 2021 : Anarchiste
- 2022 : Vol 169 : Atterrissage
- 2023 : 5.0.5